# Michelle Lauge Quaade
Michelle Lauge Quaade (født 18. maj 1991 i Frederikssund) er en dansk cykelrytter. Hun arbejder som videnskabelig assistent på Københavns Universitet.
I 2010 vandt hun DM i omnium på bane.
Hun har blandt andet vundet sølv ved DM i enkelstart på landevej i 2011 og 2012.
Ved VM i landevejscykling 2017 var Quaade sammen med Rasmus Staghøj, Brian Nygaard, og Rolf Sørensen TV 2’s kommentatorer ved damernes konkurrencer.
Som en del af damernes par nummer syv med makker Amalie Winther Olsen, blev Michelle Quaade 4. februar 2019 diskvalificeret og bortvist fra Københavns seksdagesløb i Ballerup Super Arena, efter hun kom i klammeri med løbsdirektør Michael Sandstød. Efter episoden blev Sandstød meldt for vold, og Københavns Vestegns Politi valgte at rejse tiltale mod ham, og sendte sagen til behandling ved domstolene. Sandstød blev efterfølgende frifundet.

## Privat
Michelle Lauge Quaade blev 4. oktober 2014 på Københavns Rådhus gift med cykelrytter Rasmus Quaade.
Hun begyndte i 2012 at læse til dyrlæge på Københavns Universitet, og er nu videnskabelig assistent hos Institut for Veterinær- og Husdyrvidenskab under det Det Sundhedsvidenskabelige Fakultet.